# Solanum hirtum
Solanum hirtum är en potatisväxtart som beskrevs av Vahl. Solanum hirtum ingår i släktet skattor som ingår i familjen potatisväxter. Inga underarter finns listade i Catalogue of Life.